# Municipio de Sidney (Iowa)
El municipio de Sidney (en inglés: Sidney Township) es un municipio ubicado en el condado de Fremont en el estado estadounidense de Iowa. En el año 2010 tenía una población de 1741 habitantes y una densidad poblacional de 9,16 personas por km².

## Geografía
El municipio de Sidney se encuentra ubicado en las coordenadas 40°44′51″N 95°40′16″O / 40.74750, -95.67111. Según la Oficina del Censo de los Estados Unidos, el municipio tiene una superficie total de 190.1 km², de la cual 189,67 km² corresponden a tierra firme y (0,22 %) 0,43 km² es agua.

## Demografía
Según el censo de 2010, había 1741 personas residiendo en el municipio de Sidney. La densidad de población era de 9,16 hab./km². De los 1741 habitantes, el municipio de Sidney estaba compuesto por el 96,84 % blancos, el 0,57 % eran afroamericanos, el 0,46 % eran amerindios, el 0,4 % eran asiáticos, el 0,46 % eran de otras razas y el 1,26 % eran de una mezcla de razas. Del total de la población el 1,26 % eran hispanos o latinos de cualquier raza.